# Frumosu (gmina)
Frumosu – gmina w Rumunii, w okręgu Suczawa. Obejmuje miejscowości Deia, Frumosu i Dragoșa. W 2011 roku liczyła 3220 mieszkańców.